# Dan Shea
 (septembre 2016).
Si vous disposez d'ouvrages ou d'articles de référence ou si vous connaissez des sites web de qualité traitant du thème abordé ici, merci de compléter l'article en donnant les références utiles à sa vérifiabilité et en les liant à la section « Notes et références ».
Dan Shea (né le 23 décembre 1954 à Ontario, Canada) est un acteur, cascadeur et chef cascadeur canadien.

## Biographie
Dan Shea est connu pour être la doublure de Richard Dean Anderson dans les séries Stargate SG-1 et MacGyver ainsi que pour tenir le rôle du sergent Siler dans Stargate SG-1 et Stargate Atlantis. Dans la saison 1 épisode 19 de Stargate SG-1, Les Doubles robotiques il apparait en tant que le clone du colonel Jack O'neill. Il a été crédité dans les 214 épisodes de la série Stargate SG-1 soit en tant que chef cascadeur, doublure ou acteur.

## Filmographie partielle
- 1990 : MacGyver, saison 5 épisode 17 :  conducteur du van
- 1992 : Piège à domicile : agent de police (en fin de film)
- 1997-2007 : Stargate SG-1 : acteur, doublure, direction des cascades
- 2004-2007 : Stargate Atlantis : acteur, cascadeur, doublure
- 2005 : Supernatural, saison 1 épisode 5 : un agent de police
- 2006 : X-Men : L'Affrontement final : direction des cascades
- 2006- : Psych : Enquêteur malgré lui : direction des cascades
- 2008 : Sanctuary, saison 1 épisode 1 : un employé du métro
- 2008 : Supernatural : un démon saison 3 épisode 16
- 2011 : Smallville, saison 10 épisode 21 : général dans l'avion
- 2012 : La Cabane dans les bois : le père Buckner
- 2014 : X-Men: Days of Future Past : officier de police quand Magnéto attaque la Maison-Blanche